# Munnozia
Munnozia är ett släkte av korgblommiga växter. Munnozia ingår i familjen korgblommiga växter.

## Bildgalleri

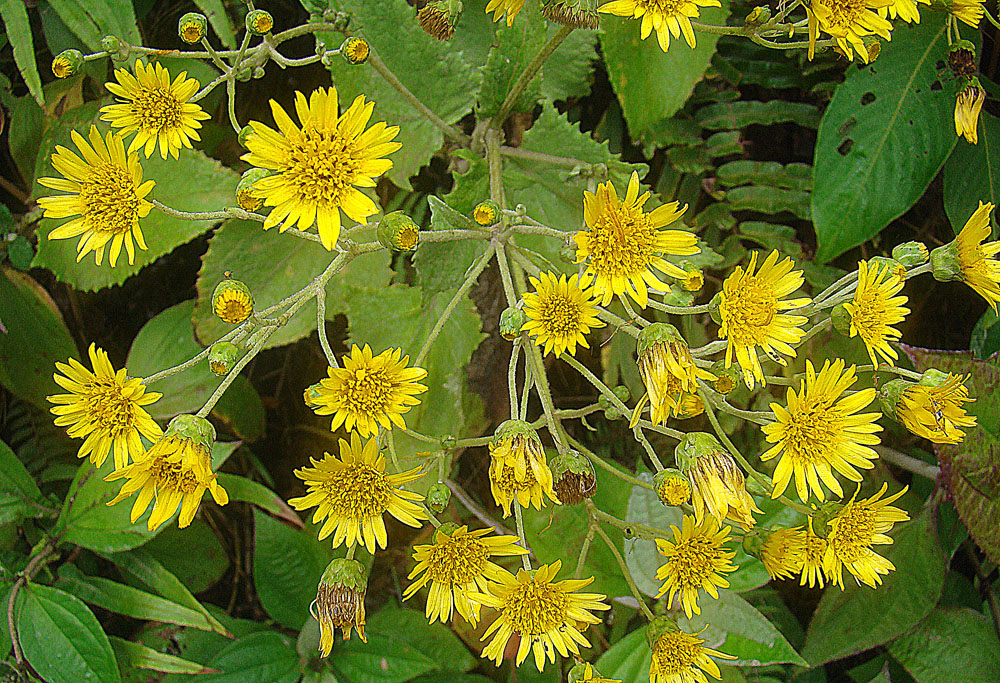

## Dottertaxa tillMunnozia, i alfabetisk ordning[1]
- Munnozia acostae
- Munnozia affinis
- Munnozia angusta
- Munnozia annua
- Munnozia canarensis
- Munnozia cardenasii
- Munnozia convencionensis
- Munnozia corymbosa
- Munnozia foliosa
- Munnozia fosbergii
- Munnozia gigantea
- Munnozia glandulosa
- Munnozia hastifolia
- Munnozia hirta
- Munnozia jussieui
- Munnozia karstenii
- Munnozia lanceolata
- Munnozia liaboides
- Munnozia longifolia
- Munnozia lyrata
- Munnozia maronii
- Munnozia nivea
- Munnozia olearioides
- Munnozia oxyphylla
- Munnozia perfoliata
- Munnozia peruensis
- Munnozia pinnatipartitum
- Munnozia pinnulosa
- Munnozia rusbyi
- Munnozia senecionidis
- Munnozia silphioides
- Munnozia subviridis
- Munnozia tenera
- Munnozia trinervis
- Munnozia venosissima
- Munnozia wilburii